# أبو بقال (عنافجة)
أبو بقال (بالفارسية: ابوبقال) هي قرية وتقع في إيران في قسم عنافجة الريفي. يقدر عدد سكانها بـ 1550 نسمة بحسب إحصاء 2016.